# Беверли Хилс, 90210
Беверли Хилс, 90210 (енгл. Beverly Hills, 90210) америчка је телевизијска серија коју је направио Дарен Стар и продуцирао Арон Спелинг. Серија се састоји од десет сезона емитованим на Фоксу од 4. октобра 1990. до 17. маја 2000. Представља најдуже приказивану серију коју је продуцирао Спелинг, трајући мало дуже од Династије. Прва је од пет серија из Беверли Хилс, 90210 франшизе и прати животе групе пријатеља који живе у богатој заједници у Беверли Хилсу, Калифорнија док прелазе из средње школе на колеџ и у свет одраслих. „90210” у називу представља један од пет градских ЗИП кодова.
Прича почиње када се двоје близанаца, Брендон (Џејсон Пристли) и Бренда (Шанен Доерти) Волш, заједно са својим родитељима Сидни (Керол Потер) и Џимом (Џејмс Екхаус), због очевог посла доселе из Минесоте на луксузни Беверли Хилс, Калифорнија. Поред бележења пријатељстава ликова и интимних веза, серија се бавила бројним актуелним темама као што су секс, силовање, хомофобија, права животиња, алкохолизам, злоупотреба дрога, насиље у породици, поремећаји у исхрани, антисемитизам, расизам, тинејџерско самоубиство, тинејџерска трудноћа и сида.
Након лошег старта у рејтингу током прве сезоне, серија је стекла популарност током лета 1991, када је Фокс емитовао посебну „љетну сезону” серије, док је већина других серија била у репризама. Гледаност се драматично повећала, а 90210 је постао један од Фоксових најбољих серија када се вратила у јесен. Серија је постала феномен глобалне поп културе са својим глумцима, посебно Џејсон Пристли и Лук Пери, који су постали тинејџерски идоли. Серија је такође прославила глумице Шанен Доерти и Џени Гарт. Серија је заслужна за креирање или популаризацију тинејџерског жанра сапуница који је уследио у годинама које долазе.
Серија је имала много измена; Џени Гарт, Тори Спелинг, Брајан Остин Грин и Ијан Зиринг били су једини глумци који су се појавили током целе серије и као и у првој епизоди Мелроуз Плејс.

## Синопсис
Серија почиње уводом породице Волш - Џим, Синди, Брендон и Бренда - који су се недавно преселили из Минеаполиса, Минесота, у Беверли Хилс, Калифорнија, због Џимовог унапређења посла. У првој епизоди, Брендон и Бренда почињу да похађају средњу школу Вест Беверли Хилс, где се спријатељују са неколико колега из разреда: самозатајном и промискуитетном Кели Тејлор, безбрижним и размаженим Стивом Сендерсом, паметном и вођеном Андреом Закермен, замишљеном и виртуозном Доном Мартин, усамљеним Диланом Мекеј и млађим и наивним ученицима Дејвидом Силвером и Скотом Сканлоном. Серија прати брата и сестру док они сведоче и учествују у драматичним животима које воде њихови богати и привилеговани вршњаци.

## Емитовање
Беверли Хилс, 90210 премијерно се емитовао од 4. октобра 1990. до 17. маја 2000. на Фоксу у САД.
| Сезона | Сезона | Епизоде | Епизоде | Оригинално емитовање | Оригинално емитовање |
| Сезона | Сезона | Епизоде | Епизоде | Премијера            | Финале               |
| ------ | ------ | ------- | ------- | -------------------- | -------------------- |
|        | 1.     | 22      | 22      | 4. октобар 1990.     | 9. мај 1991.         |
|        | 2.     | 28      | 28      | 11. јул 1991.        | 7. мај 1992.         |
|        | 3.     | 30      | 30      | 15. јул 1992.        | 19. мај 1993.        |
|        | 4.     | 32      | 32      | 8. септембар 1993.   | 25. мај 1994.        |
|        | 5.     | 32      | 32      | 7. септембар 1994.   | 24. мај 1995.        |
|        | 6.     | 32      | 32      | 13. септембар 1995.  | 22. мај 1996.        |
|        | 7.     | 32      | 32      | 21. август 1996.     | 21. мај 1997.        |
|        | 8.     | 32      | 32      | 10. септембар 1997.  | 20. мај 1998.        |
|        | 9.     | 26      | 26      | 16. септембар 1998.  | 19. мај 1999.        |
|        | 10.    | 27      | 27      | 8. септембар 1999.   | 17. мај 2000.        |

## Финале серије
Оцене за десету сезону су се смањиле на просечно 10 милиона гледалаца по епизоди (према издању часописа Us Weekly из маја 2000). Оцене су биле мале у односу на претходне сезоне. Ниже оцене, заједно са високим трошковима везаним за било коју телевизијску серију у каснијим сезонама, навеле су Фокс да оконча серију у јануару 2000. Иако је било много промена, више од 25 милиона људи је гледало последњу епизоду, која се емитовала у мају 2000. Сви првобитни млађи глумци, искључујући Шанен Доерти и Дагласа Емерсона, појавили су се у финалној епизоди серије. Тифани Тисен се такође вратила у финалној епизоди серије.

## Утицај
прогласио је емисију двадесету на листи 100 најбољих телевизијских емисија у протеклих 25 година. Часопис је такође назвао тематску песму петнаестом на листи 25 најпопуларнијих песама у последњих 25 година и „90210 Sideburns” педесетим на листи поп културних момената који су узбуркали моду. Серија је проглашена једном од најбољих школских серија свих времена од стране AOL TV.
Прва сезона епизоде „Spring Dance” изазвала је огорчење многих родитеља након што је лик Бренде изгубио невиност са Диланом. Родитељи су били увређени чињеницом да Бренда не трпи последице и не показује кајање због секса, нешто необично за мрежну телевизију током 1991. године. Након мноштва љутитих телефонских позива на мрежу, Фокс је одлучио умирити узнемирене гледаоце приказујући трудноћу коју су Бренда и Дилан забележили у другој сезони, као средство „кажњавања” тинејџера за њихову одлуку. Извршни продуцент Чарлс Росин критиковао је ову одлуку, рекавши: „Једног дана ћу написати дугачак чланак о цензури која се догодила након што је Бренда изгубила невиност на Спринг денсу са својим дечком (који је био тестиран на сиду) јер је била срећна и није била пуна кајања.”
У фебруару 1992, на врхунцу популарности серије, три главне звезде, Џејсон Пристли, Шанен Доерти и Лук Пери, приказане су на насловници Ролинг стоуна. 

## Улоге
| Улоха           | Глумац               | сезоне   | сезоне   | сезоне   | сезоне   | сезоне   | сезоне    | сезоне    | сезоне    | сезоне            | сезоне            | сезоне |
| Улоха           | Глумац               | 1        | 2        | 3        | 4        | 5        | 6         | 7         | 8         | 9                 | 10                |        |
| --------------- | -------------------- | -------- | -------- | -------- | -------- | -------- | --------- | --------- | --------- | ----------------- | ----------------- | ------ |
| Брендон Волш    | Џејсон Пристли       | Главни   | Главни   | Главни   | Главни   | Главни   | Главни    | Главни    | Главни    | Главни            | Гостујући         |        |
| Бренда Волш     | Шанен Доерти         | Главни   | Главни   | Главни   | Главни   |          |           |           |           |                   |                   |        |
| Кели Тејлор     | Џени Гарт            | Главни   | Главни   | Главни   | Главни   | Главни   | Главни    | Главни    | Главни    | Главни            | Главни            |        |
| Стив Сендерс    | Ијан Зиринг          | Главни   | Главни   | Главни   | Главни   | Главни   | Главни    | Главни    | Главни    | Главни            | Главни            |        |
| Андреа Закермен | Габријел Картерис    | Главни   | Главни   | Главни   | Главни   | Главни   | Гостујући |           | Гостујући |                   | Гостујући         |        |
| Дилан Мекеј     | Лук Пери             | Главни   | Главни   | Главни   | Главни   | Главни   | Главни    |           |           | Посебни гостујући | Посебни гостујући |        |
| Дејвид Силвер   | Брајан Остин Грин    | Главни   | Главни   | Главни   | Главни   | Главни   | Главни    | Главни    | Главни    | Главни            | Главни            |        |
| Скот Сканлон    | Даглас Емерсон       | Главни   | Епизодни |          |          |          |           |           |           |                   |                   |        |
| Дона Мартин     | Тори Спелинг         | Главни   | Главни   | Главни   | Главни   | Главни   | Главни    | Главни    | Главни    | Главни            | Главни            |        |
| Синди Волш      | Карол Потер          | Главни   | Главни   | Главни   | Главни   | Главни   | Гостујући |           | Гостујући |                   |                   |        |
| Џим Волш        | Џејмс Екхаус         | Главни   | Главни   | Главни   | Главни   | Главни   | Гостујући | Гостујући | Гостујући |                   |                   |        |
| Велери Малон    | Тифани Тисен         |          |          |          |          | Главни   | Главни    | Главни    | Главни    | Главни            | Гостујући         |        |
| Џес Васкуез     | Марк Дејмон Еспиноса |          |          |          | Епизодни | Главни   |           |           |           |                   |                   |        |
| Нет Бусичио     | Џои И. Тата          | Епизодни | Епизодни | Епизодни | Епизодни | Епизодни | Главни    | Главни    | Главни    | Главни            | Главни            |        |
| Клер Арнолд     | Кетлин Ровертсон     |          |          |          | Епизодни | Епизодни | Главни    | Главни    |           |                   |                   |        |
| Реј Пруит       | Џејми Волтерс        |          |          |          |          | Епизодни | Главни    | Гостујући |           |                   |                   |        |
| Карли Рејнолдс  | Хилари Свонк         |          |          |          |          |          |           |           | Главни    |                   |                   |        |
| Ноа Хантер      | Винсент Јанг         |          |          |          |          |          |           |           | Главни    | Главни            | Главни            |        |
| Џенет Сосна     | Линдси Прајс         |          |          |          |          |          |           |           | Епизодни  | Главни            | Главни            |        |
| Мет Дарнинг     | Данијел Косгроув     |          |          |          |          |          |           |           |           | Главни            | Главни            |        |
| Ђина Кинсед     | Ванеса Марсил        |          |          |          |          |          |           |           |           | Главни            | Главни            |        |